# Берюлю
Берюлю (кирг. Бөрүлү) — село в Сокулукском районе Чуйской области Кыргызстана. Входит в состав Тош-Булакского айылного аймака.

## География
Село расположено в центральной части области, на правом берегу реки Сокулук, вблизи места впадения в неё реки Бурюлю, на расстоянии приблизительно 19 километров (по прямой) к юго-юго-западу от села Сокулук, административного центра района. Абсолютная высота — 1375 метров над уровнем моря.

## Население
Согласно оценочным данным Национального статистического комитета Кыргызской Республики, численность населения села на начало 2023 года составляла 444 человека.
| год     | 2009 | 2014 | 2015 | 2020 | 2021 | 2023 |
| ------- | ---- | ---- | ---- | ---- | ---- | ---- |
| человек | 340  | 456  | 472  | 498  | 501  | 444  |